# Aloe irafensis
Aloe irafensis är en grästrädsväxtart som beskrevs av T.A.Mccoy och Al-gifri. Aloe irafensis ingår i släktet Aloe och familjen grästrädsväxter. Inga underarter finns listade i Catalogue of Life.